# República Socialista Soviética Autônoma da Calmúquia
A República Socialista Soviética Autônoma da Calmúquia ( RSSA da Calmúquia ) ( em russo:  Калмыцкая Автономная Советская Социалистическая Республика; em Calmuco: Xaľmg Awtonomn Sovetsk Socialistiçesk Respublik ) foi uma República Socialista Soviética Autônoma dentro da RSFS da Rússia que existiu em dois períodos de tempo. Seu centro administrativo era Elista .
A RSSA da Calmíquia foi estabelecida pela primeira vez quando o Oblast Autônomo da Calmúquia (estabelecido em 4 de novembro de 1920) teve seu status aumentado em 22 de outubro de 1935. Em 27 de dezembro de 1943, juntamente com a deportação de toda a população Calmúquia para vários locais na Ásia Central e na Sibéria, a RSSA da Calmúquia foi abolida e seu território foi dividido entre Astracã adjacentes, Rostov e Oblasts de Stalingrado e Krai de Stavropol. As autoridades soviéticas renomearam as cidades e vilas da ex-república.
Em 1957 foi restabelecido Oblast Autônomo da Calmúquia, restabelecido após a re-migração dos Calmucos que ocorreu em janeiro de 1957. Em 29 de julho de 1958 o Oblast Autônomo da Calmúquia foi promovido a RSSA da Calmúquia novamente.
Em 18 de outubro de 1990, a RSSA da Calmúquia declarou a soberania e transformou a RSSA da Calmúquia em República Socialista Soviética da Calmúquia pelo Soviete Supremo da Calmúquia e foi aceita pelo Congresso dos Deputados do Povo da RSFS da Rússia em 24 de maio de 1991. Existiu até 31 de março de 1992, quando seu status foi alterado para uma república da Calmúquia dentro da Federação Russa .
Um planeta menor, o 2287 Calmúquia, descoberto em 1977 pelo astrônomo soviético Nikolai Stepanovich Chernykh, teve o nome em homenagem a RSSA da Calmúquia.